# Saleby with Thoresthorpe

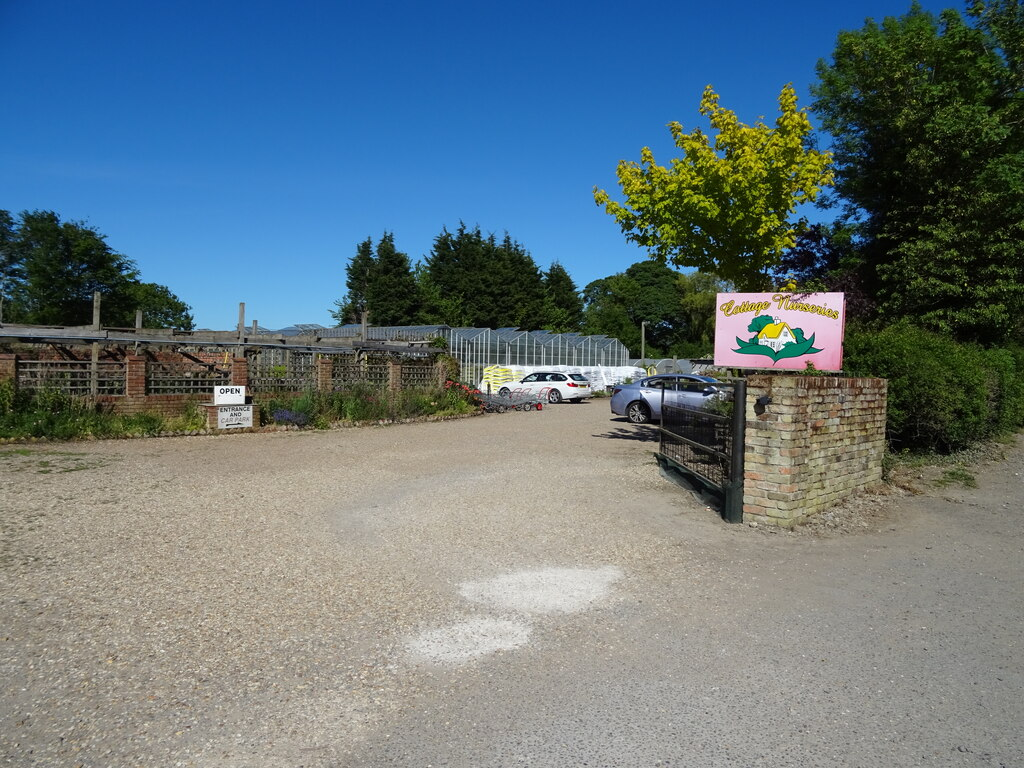
Thoresthorpe

Saleby with Thoresthorpe var en civil parish fram till 1987 då den blev en del av Beesby with Saleby, i distriktet East Lindsey, i grevskapet Lincolnshire, i England. Civil parish var belägen 16 km från Louth och hade 109 invånare år 1971.